# Nemoura obtusa
Nemoura obtusa är en bäcksländeart som beskrevs av Friedrich Ris 1902. Nemoura obtusa ingår i släktet Nemoura och familjen kryssbäcksländor. Inga underarter finns listade i Catalogue of Life.